# Gotō Fumio
Gotō Fumio (後藤 文夫 Hậu Đằng Văn Phu, sinh ngày 7 tháng 3 năm 1884 – mất ngày 13 tháng 5 năm 1980) là một chính trị gia người Nhật Bản, từng giữ chức quyền Thủ tướng Nhật Bản trong năm 1936.